# Gondwanagaricites magnificus
Gondwanagaricites magnificus ist eine ausgestorbene Lamellenpilzart aus der Ordnung der Champignonartigen. Er ist der älteste bisher beschriebene Pilz. Der Fund stammt aus der Unterkreide und ist 115 Millionen Jahre alt.

## Etymologie
Der Gattungsname setzt sich aus Gondwana, dem altgriechischen Wort agarikón (ἀγαρικόν ‚(Baum)pilz‘), und dem Suffix ‑ites, was die Zugehörigkeit zu etwas oder laut Autoren der Publikation ein Fossil bezeichnet, zusammen. Das Art-Epitheton ist das lateinische Adjektiv magnificus, was in Bezug auf den bemerkenswert guten Zustand des Holotyps ‚prachtvoll‘ bedeutet.

## Fund
Gondwanagaricites magnificus wurde in der Crato-Formation des Geoparks Araripe in Ceará (Brasilien) gefunden. Während die bisher bekannten fossilen Pilze aus Bernsteineinschlüssen bekannt sind, blieb die Art mineralisiert in geschichtetem Kalkstein erhalten. Der gute Zustand des Fossils ist ungewöhnlich, da die weichen Fruchtkörper der meisten Pilze und insbesondere der Champignonartigen selten versteinern.
Bei der Art handelt es sich um den ersten bekannten fossilen Pilz aus Gondwana.

## Merkmale
Der Holotyp (URM-88000) ist ein weitgehend erhaltener Fruchtkörper, dessen ursprünglich organische Bestandteile während der Fossilisation durch Goethit ersetzt wurden. Er weist dadurch eine lederbraune Farbe auf und ist auf einer etwa 50 × 60 mm großen Kalksteinplatte überliefert.
Der Hut hat einen Durchmesser von 10 mm und ist an der breitesten Stelle 7,5 mm hoch. Er war vermutlich kahl, konvex und rund. Der Hutrand war leicht gewölbt und wahrscheinlich gerieft. Die Trama ist 3 mm dick. Die Lamellen sind breit am Stiel angewachsen, an der breitesten Stelle 4,5 mm breit und haben bis 50 µm dicke Schneiden. Der längsgestreifte Stiel ist 34 mm lang und 6,5 mm breit, gerade und zylindrisch mit leicht verdickter Basis. Gondwanagaricites magnificus wies keinen Annulus oder andere Velumstrukturen auf. Sporen wurden bei einer Untersuchung mithilfe eines Rasterelektronenmikroskops nicht gefunden.

## Systematik
Aufgrund der gut erhaltenen Merkmale konnte der Fund als Lamellenpilz der Ordnung der Champignonartigen (Agaricales) identifiziert werden. Der Habitus des Fundes mit dem stämmigen Aufbau, der geringen Größe, dem dicken Hutfleisch, den am Stiel angewachsenen Lamellen und dem Fehlen von Velumstrukturen deuten auf einen Vertreter der Träuschlingsverwandten hin, allerdings weisen auch andere Familien wie zum Beispiel die Champignonverwandten, die Mistpilzverwandten oder die Ritterlingsverwandten ähnliche Merkmale auf. Zur Unterscheidung wäre eine Untersuchung der Sporengröße, -form und des Sporenornaments notwendig. Da jedoch keine Sporen gefunden wurden, ist eine sichere Zuordnung zu einer Familie nicht möglich.

## Bedeutung
Trotz der weltweiten Verbreitung der Pilze, die vermutlich als artenreiche Gruppe bereits seit 1,4 Milliarden Jahren existieren, existieren kaum fossile Nachweise der oft kurzlebigen und weichen Fruchtkörper. Obwohl der erste Nachweis eines Ständerpilzes durch fossile Hyphen mit Schnallen 330 Millionen Jahre alt ist, wurden bisher nur zehn Fossilien von lamellenpilzartigen Organismen gefunden, die alle in Bernstein konserviert wurden, darunter Palaeoagaricites antiquus (ca. 99 Millionen Jahre alt), Archaeomarasmius leggetti (ca. 90–94 Millionen Jahre alt), Gerontomyces lepidotus (ca. 45–55 Millionen Jahre alt) sowie Aureofungus yaniguaensis, Coprinites dominicana und Protomycena electra (jeweils ca. 16–18 Millionen Jahre alt).
Gondwanagaricites magnificus stellt den ältesten Fund eines Lamellenpilzes dar und ist bisher der einzige mineralisiert erhaltene Pilz sowie der einzige Nachweis aus Gondwana. Außerdem legt er ein neues Mindestalter für die Champignonartigen fest, indem er bestätigt, dass sie bereits seit 113–120 Millionen Jahren existierten.